# Zastava 635

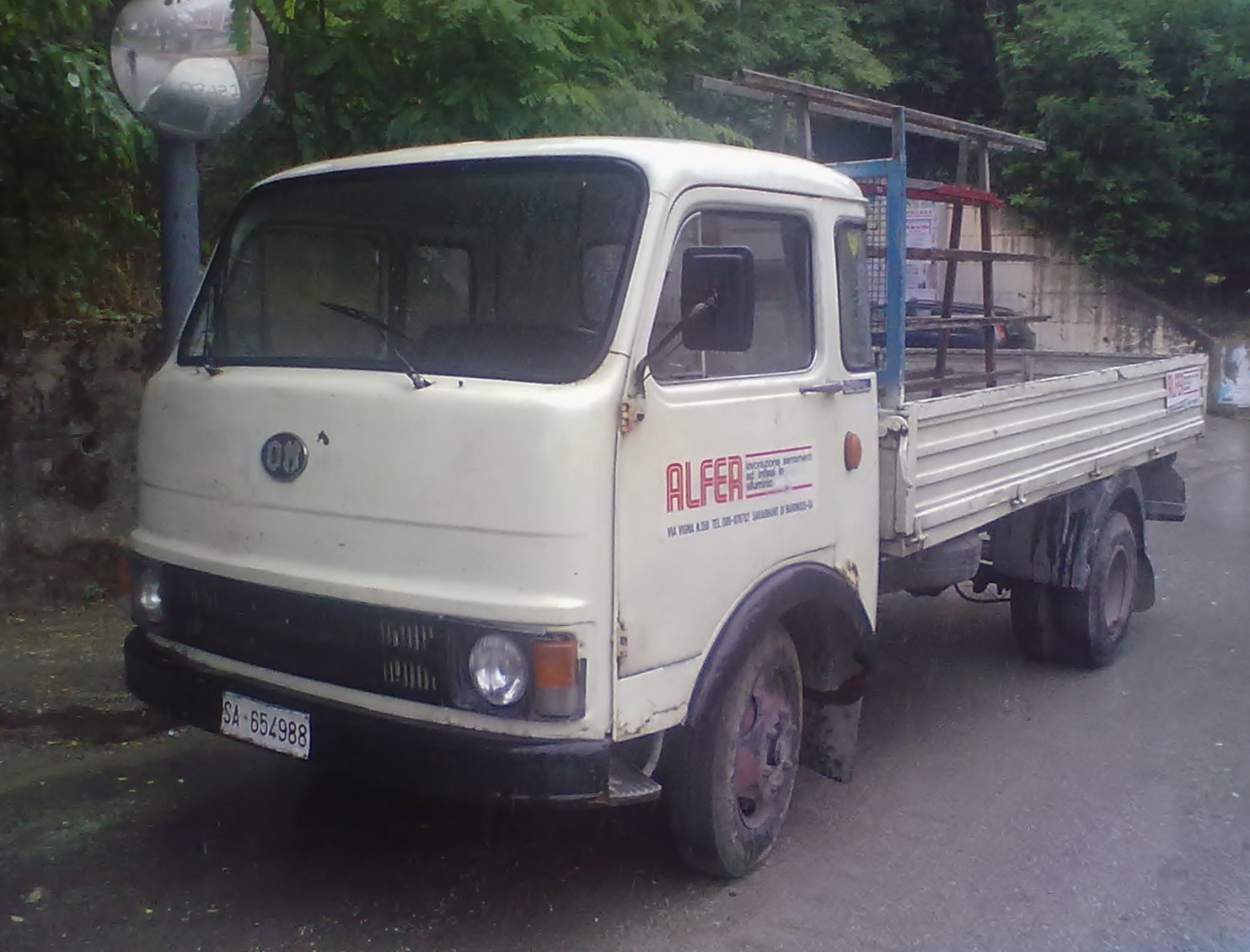
Fiat OM 40

Le Zastava 635, est un camion léger fabriqué par le constructeur (ex) yougoslave, Zastava Kamioni de 1973 à 1987, faisant partie d'une vaste gamme de modèles comprenant les modèles 615-AN, 624, 630 et 635. Cette gamme de porteurs moyens remplace les deux premiers modèles Zastava 615-B - 620-B & 620-D.

## Histoire
C'est à partir des accords de coopération avec le constructeur italien FIAT S.p.A. du 12 août 1954 que Zastava a débuté une fabrication régulière d'automobiles, véhicules utilitaires, camions et autobus. À partir de 1955, Zastava va assembler et fabriquer, sous licence, les Zastava Campagnola AR-51 et Zastava 1100/1300/1500 TF.
En 1956, Zastava obtient la licence pour fabriquer localement le petit camion Zastava 615, copie conforme de l'original italien FIAT 615 mais équipé du moteur essence de 1,9 litre de la Campagnola. 
Ce camion, aux caractéristiques utilitaires très marquées, a bénéficié de toute l'expérience de FIAT V.I. dans le domaine des camions. Doté d'une cabine à capot (court) comme sur les gros porteurs de l'époque, elle venait habiller un châssis qui avait démontré être parmi les plus robustes et fiables de l'époque. Il disposait du nouveau moteur essence de 1 901 cm3 développant 47 ch à 3 500 tr/min avec un couple élevé, déjà utilisé sur la FIAT 1900 berline en Italie et la Zastava Campagnola AR-51 produite sous licence localement. 
Cette série, Zastava 615 / 620 a connu un grand succès en Yougoslavie grâce aux qualités du véhicule, fiabilité et faible coût d'utilisation, mais surtout à sa polyvalence d'utilisation. Plus de 36 000 exemplaires seront fabriqués pour le marché local et quelques exportations dans les pays de l'Est. Restée en fabrication jusqu'en 1973, elle sera remplacée par la gamme Zastava 635.

## La gamme Zastava 615-AN / 624 / 630 & 635
À la suite d'un deuxième accord de coopération signé avec FIAT V.I. le 5 août 1978, en échange d'une prise de participation de 36% dans le capital de Zastava Kamioni, filiale de Zastava dédiée aux poids lourds et autobus, le constructeur yougoslave acquiert les licences pour fabriquer les FIAT-OM 40/35 et 40, versions d'entrée de gamme de la série FIAT-OM série « X », modèles qui ont conservé l'ancienne cabine des OM série « zoologique » dérivés du petit OM Orsetto 15 (ourson), avec un PTAC 3,0 tonnes et une charge utile de 1,8 tonnes.
Pour respecter la continuité dans la gamme Zastava, le constructeur yougoslave a conservé la dénomination typique des modèles FIAT V.I. qu'il a adoptée. Les camions ont tous la numérotation 600. 
En 1978, Zastava Kamioni lance la série de petits camions communément appelés Mali OM:
- 615-AN, ("A" pour le distinguer de la 1re version avec cabine à capot baptisée 615-B avec "B" pour Benzina en italien, ici "N" pour nafta (diesel)), charge utile 1,5 tonnes,
- 624, charge utile 2,4 tonnes,
- 630, charge utile 3,0 tonnes,
- 635, charge utile 3,5/4,0 tonnes.

La version yougoslave Z.635 comporte deux variantes, l'une avec un PTAC de 3,5 tonnes, l'autre de 4,0 tonnes. En effet, la demande locale d'un véhicule utilisable avec un permis "B" (voiture) était très forte. FIAT V.I. qui avait lancé, en Europe, la gamme FIAT-OM série « X » débutant à 5,0 tonnes de PTAC va profiter de ce modèle pour le commercialiser dans son réseau, en entrée de gamme, sous la référence FIAT-OM 40/35. 
La gamme Zastava 615-AN, 624, 630 & 635 conserve quasiment tous les éléments de la dernière série de l'OM Leoncino. Le moteur FIAT 8040.02 de 3 456 cm3 développant 81 ch DIN à 3.200 tr/min, la boîte de vitesses, les freins, le châssis et une grande partie de la carrosserie de la cabine. La distinction entre ce modèle et l'OM Leoncino n'est pas évidente pour les non spécialistes. Ce véhicule a été commercialisé en d'innombrables variantes pour tous usages.
Distribué dans le réseau FIAT-OM puis IVECO, il a été distribué sous les marques FIAT et OM en Italie, UNIC en France, Saurer en Suisse, Steyr en Autriche et Bussing puis Magirus-Deutz en Allemagne.

## Zastava 635 Autobus
Comme FIAT V.I. l'avait réalisé précédemment, Zastava a proposé un midibus construit sur la base de la version fourgon des Zastava 635.
En 1979, un midibus de 5,7 mètres de longueur, Zastava 635-AD a été produit, équipé du moteur diesel 4 cylindres OM CO3/41 de 4 561 cm3, développant une puissance de 90 ch DIN (73,5 kW) avec une boîte de vitesses à 5 rapports. Ce midibus peut accueillir 19 passagers assis et est disponible en version urbaine et tourisme. La plupart des aménagements intérieurs ont été fournis par la société yougoslave "Autoremonta Mostar". Il a été remplacé en 1985 par un modèle semblable, construit sur la base du Zastava TurboZeta et par le Zastava Rival.